# 阿什本
阿什本（英語：Ashburn）是美國維珍尼亞州勞登縣的一個人口普查指定地區，位於該州北部，華盛頓杜勒斯國際機場和縣治利斯堡之間，面積17.287平方英里（44.77平方），其中陸地面積為17.025平方英里（44.09平方），水域面積為0.262平方英里（0.68平方），海拔高度295英尺（90），2010年人口43,511人。
全世界70%的互联网流量经过该地。

## 经济
阿什本位于杜勒斯技术走廊内，是许多高科技企业的所在地。杜勒斯机场世界贸易中心是该州第二个世界贸易中心。 Verizon Business在2006年收购了MCI，并将MCI WorldCom的总部作为Verizon Business在阿什本的主要办公室。政府承包商Telos位于阿什本。Amazon Web Services（AWS）的us-east-1地区云计算资源也坐落于此。劳登县拥有60多个大数据中心，其中许多都为亚马逊AWS服务。
乔治华盛顿大学的弗吉尼亚科学技术园区和霍华德·休斯医学研究所的珍利亚农场研究园区位于阿什本。NFL华盛顿红人的训练营Redskins Park也位于阿什本。维基媒体基金会（维基百科的母公司）的主要数据中心也位于阿什本。
空客北美除总部位于弗吉尼亚州赫恩登之外，还在阿什本拥有第二家分公司。空客北美，前称EADS北美公司（the European Aeronautic Defense and Space Company，欧洲航空防务与航天公司），是空中客车集团的一部分，这是一家由前NASA局长肖恩·奥基夫领导的国防承包商。